# Сафа-Гирей
Сафа́-Гире́й (Сафа Герай, Сафекерей) (тат. Safa Gäräy, Сафа Гәрәй, صفا گرای‎; крым. Safa Geray, صفا گرای‎; 1510, Бахчисарай — 1549, Казань) — казанский хан (1524—1531, 1536—1546, июль 1546 — март 1549). Крымский историк XVI в. Мустафа аль-Дженнаби называет Сафа-Гирея одним из величайших и могущественнейших государей. 

## Биография
Сын крымского царевича Фетих Герая и Джелал Султан, внучки ногайского мурзы Хаджике, племянник и преемник казанского хана Сахиба Гирея (1521—1524).

## Правление

### Первое правление
После отъезда своего дяди Сахиб Герая из Казани в Крым 13-летний Сафа Герай занял ханский престол в 1524 г. при поддержке казанских карачибеков во главе с Булатом Ширином. Признал себя вассалом османского султана, предпринял ряд походов против Москвы (1536—1537, 1541—1542, 1548). Для укрепления ханской власти взял в жены Сююмбике, бывшую жену убитого Джан-Али, дочерью ногайского бия Юсуфа (1549—1554), и учредил "Мангытский юрт" который вошёл в состав ханского дивана.
В 1531 году был изгнан казанской знатью (мангыты, ширины, барыны, аргыны, кыпчаки). Ханом был посажен московский ставленник Джан-Али. 

### Второе правление
В 1535 году Сафа Герай вернул себе ханский престол в Казани при помощи крымских войск. 
В начале 1546 года из-за народных волнений был вынужден удалиться в Ногайскую Орду к своему тестю бию Юсуфу. В июле 1546 года при помощи ногайского войска во главе с сыном бия Юсуфа, Юнусом взял Казань. Шах-Али бежал в Москву. После утверждения во власти, Сафа-Гирей не дал Юнусу обещанного места мангытского бека в Казани.

## Реформы
Сафа-Гирей ограничил права знати и опирался на мангытов и Мангытский юрт. Сделал ряд реформ в налоговой сфере в итоге которой налог на землю должны были жаловаться за службу, а не переходить по наследству.

## Смерть
Сафа-Гирей скончался в 1549 году при не до конца выясненных обстоятельствах (Карамзин пишет, что хан «пьяный убился во дворце». Эта версия ставится под сомнение Худяковым).

## Семья
Сыновья: Булюк, Мубарек, Утямыш и сын от русской наложницы Кыстыр-Гирей.